# Comune di Nuuk

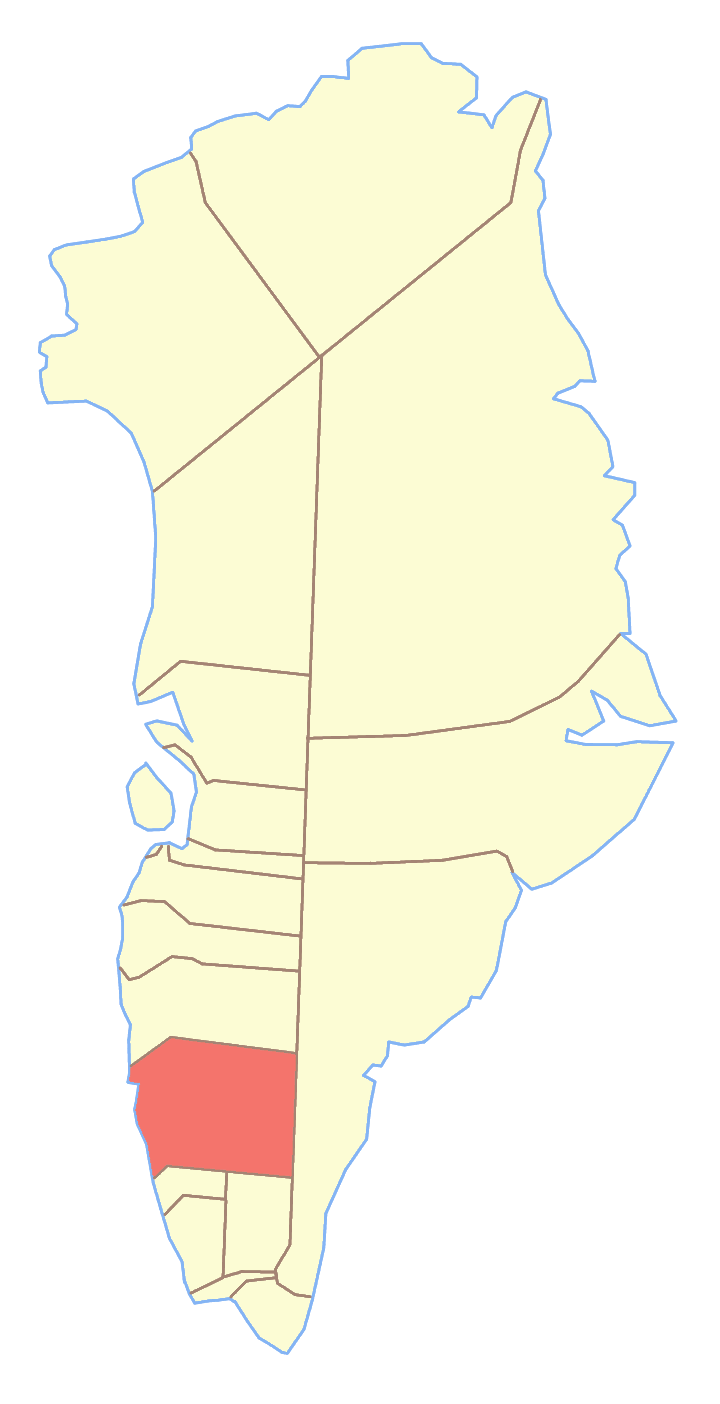
Il comune di Nuuk nell'ambito della vecchia suddivisione

Il comune di Nuuk (groenlandese: Nuup Kommunia; danese: Nuuk o Godthåb Kommune) fu un comune della Groenlandia dal 1950 al 2008. La sua superficie era di 88.200 km² e la sua popolazione era di 14.874 abitanti (1º gennaio 2005); si trovava nella contea di Kitaa (Groenlandia Occidentale) e il suo capoluogo era Nuuk (capitale della Groenlandia).
Il comune fu istituito il 18 novembre 1950, e cessò di esistere il 1º gennaio 2009 dopo la riforma che rivoluzionò il sistema di suddivisione interna della Groenlandia; il comune si fuse insieme ad altri quattro (Ivittuut, Paamiut, Ammassalik e Ittoqqortoormiit) a formare l'attuale comune di Sermersooq.
Oltre al capoluogo, altri villaggi si trovavano all'interno di questo comune: Kangerluarsoruseq (Færingehavn), Kapisillit (Lakskaj) e Qeqertarsuatsiaat (Fiskernæs)